# Parijs-Nice 1971
De etappekoers Parijs-Nice 1971 was de 29e editie van deze koers die werd verreden van 10 tot en met 17 maart. De etappekoers ging van start in Dourdon en eindigde in La Turbie (bij Nice).
De eindoverwinning was voor Eddy Merckx, die in het eindklassement 58 seconden voorsprong had op Gösta Pettersson en een minuut en negen seconden op Luis Ocaña.

## Etappes

### Proloog
De proloog werd gereden in Dourdan over een afstand van 1,7 km. Eddy Merckx won de etappe en mocht de leiderstrui aantrekken.
Resultaat
|   | Renner           | Team          | Tijd     |
| - | ---------------- | ------------- | -------- |
| 1 | Eddy Merckx      | Molteni       |          |
| 2 | Raymond Poulidor | Fagor-Mercier | op 0'02" |
| 3 | Luis Ocaña       | Bic           | op 0'04" |

### 1e etappe
De 1e etappe werd verreden op 11 maart van Dourdan naar Troyes over 215 km.
Resultaat
|   | Renner      | Team     | Tijd |
| - | ----------- | -------- | ---- |
| 1 | Eric Leman  | Flandria |      |
| 2 | Eddy Merckx | Moltini  | z.t. |
| 3 | Jan Janssen | Bic      | z.t. |

### 2e etappe A
De 2e etappe A wordt verreden op 12 maart van Chablis naar Autun over 126 km.
Resultaat
|   | Renner         | Team     | Tijd |
| - | -------------- | -------- | ---- |
| 1 | Eric Leman     | Flandria |      |
| 2 | Franco Bitossi | Filotex  | z.t. |
| 3 | Roger Rosiers  | Bic      | z.t. |

### 2e etappe B
De 2e etappe B - een tijdrit - werd verreden op 12 maart van Autun naar Autun over 4,7 km.
Resultaat
|   | Renner           | Team                | Tijd     |
| - | ---------------- | ------------------- | -------- |
| 1 | Eddy Merckx      | Moltini             |          |
| 2 | Luis Ocaña       | Bic                 | op 0'11" |
| 3 | Ferdinand Bracke | Peugeot-BP-Michelin | op 0'12" |

### 3e etappe
De 3e etappe wordt verreden op 13 maart van Autun naar Saint-Étienne over 200 km.
Resultaat
|   | Renner               | Team            | Tijd |
| - | -------------------- | --------------- | ---- |
| 1 | Franco Bitossi       | Filotex         |      |
| 2 | Barry Hoban          | Sonolor-Lejeune | z.t. |
| 3 | Daniel Van Ryckeghem | Sonolor-Lejeune | z.t. |

### 4e etappe
De 4e etappe werd verreden op 14 maart van Saint-Étienne naar Bollène over 183 km.
Resultaat
|   | Renner               | Team            | Tijd |
| - | -------------------- | --------------- | ---- |
| 1 | Eric Leman           | Flandria        |      |
| 2 | Harry Steevens       | Goudsmit-Hoff   | z.t. |
| 3 | Daniel Van Ryckeghem | Sonolor-Lejeune | z.t. |

### 5e etappe
De 5e etappe werd verreden op 16 maart van Bollène naar Saint-Rémy-de-Provence over 139 km.
Resultaat
|   | Renner               | Team            | Tijd |
| - | -------------------- | --------------- | ---- |
| 1 | Gerard Vianen        | Fagor-Mercier   |      |
| 2 | Leo Duyndam          | Goudsmit-Hoff   | z.t. |
| 3 | Daniel Van Ryckeghem | Sonolor-Lejeune | z.t. |

### 6e etappe
De 6e etappe werd verreden op 16 maart van Saint-Rémy-de-Provence naar Draguignan over 186 km.
Resultaat
|   | Renner          | Team                | Tijd     |
| - | --------------- | ------------------- | -------- |
| 1 | Ronald De Witte | Peugeot-BP-Michelin |          |
| 2 | Derek Harrison  |                     | z.t.     |
| 3 | Eddy Merckx     | Moltini             | op 2'05" |

### 7e etappe A
De 7e etappe B werd verreden op 17 maart van Draguignan naar Nice over 108 km.
Resultaat
|   | Renner         | Team            | Tijd    |
| - | -------------- | --------------- | ------- |
| 1 | Raymond Riotte | Sonolor-Lejeune |         |
| 2 | Frans Mintjens | Moltini         | z.t.    |
| 3 | Georges Chappe | Fagor-Mercier   | op z.t. |

### 7e etappe B
De 7e etappe B werd verreden op 17 maart van Nice naar La Turbie over 9,5 km.
Resultaat
|   | Renner           | Team          | Tijd     |
| - | ---------------- | ------------- | -------- |
| 1 | Eddy Merckx      | Moltini       |          |
| 2 | Raymond Poulidor | Fagor-Mercier | op 0'21" |
| 3 | Leif Mortensen   | Bic           | op 0'23" |

## Eindstanden
Eindstand algemeen klassement
|    | Renner              | Team                     | Tijd      |
| -- | ------------------- | ------------------------ | --------- |
| 1  | Eddy Merckx         | Moltini                  | 22u32'13" |
| 2  | Gösta Pettersson    | Ferretti                 | op 0'58"  |
| 3  | Luis Ocaña          | Bic                      | op 1'09"  |
| 4  | Désiré Letort       | Bic                      | op 1'13"  |
| 5  | Erik Pettersson     | Ferretti                 | op 2'36"  |
| 6  | Lucien Aimar        | Sonolor                  | op 2'41"  |
| 7  | Jos Deschoenmaecker | Moltini                  | op 4'12"  |
| 8  | Charles Rouxel      | Peugeot-BP-Michelin      | op 4'17"  |
| 9  | Frans Mintjens      | Moltini                  | op 5'59"  |
| 10 | Jacky Mourioux      | Fagor-Mercier-Hutchinson | op 6'28"  |

Puntenklassement
|   | Renner         | Team                     | Punten |
| - | -------------- | ------------------------ | ------ |
| 1 | Jacky Mourioux | Fagor-Mercier-Hutchinson |        |

Bergklassement
|   | Renner       | Team            | Punten |
| - | ------------ | --------------- | ------ |
| 1 | Michel Perin | Fagor - Mercier |        |

Combinatieklassement
|   | Renner      | Team    | Punten |
| - | ----------- | ------- | ------ |
| 1 | Eddy Merckx | Moltini |        |

1933 · 1934 · 1935 · 1936 · 1937 · 1938 · 1939 · 1940-1945 · 1946 · 1947-1950 · 1951 · 1952 · 1953 · 1954 · 1955 · 1956 · 1957 · 1958 · 1959 · 1960 · 1961 · 1962 · 1963 · 1964 · 1965 · 1966 · 1967 · 1968 · 1969 · 1970 · 1971 · 1972 · 1973 · 1974 · 1975 · 1976 · 1977 · 1978 · 1979 · 1980 · 1981 · 1982 · 1983 · 1984 · 1985 · 1986 · 1987 · 1988 · 1989 · 1990 · 1991 · 1992 · 1993 · 1994 · 1995 · 1996 · 1997 · 1998 · 1999 · 2000 · 2001 · 2002 · 2003 · 2004 · 2005 · 2006 · 2007 · 2008 · 2009 · 2010 · 2011 · 2012 · 2013 · 2014 · 2015 · 2016 · 2017 · 2018 · 2019 · 2020 · 2021 · 2022 · 2023 · 2024 · 2025